# Famille Ulma
La famille Ulma est une famille catholique polonaise des Basses-Carpates, fondée par Józef et Wiktoria Ulma. La famille, composée de ces derniers et de leurs sept enfants, dont un enfant à naître de sept mois, est massacrée (en) le 24 mars 1944 par l'Ordnungspolizei, pour avoir caché des juifs pendant la Shoah.
Józef et Wiktoria sont reconnus Justes parmi les nations en 1956. Ils sont reconnus martyrs en 2022, puis béatifiés l'année suivante avec leurs enfants. Cette béatification est exceptionnelle à plus d'un titre car c’est la première fois de l'histoire de l'Église qu’une famille entière est reconnue comme martyre et béatifiée ; c'est aussi la première fois qu'un enfant mort dans le ventre de sa mère est élevé sur les autels.

## Biographie
Józef Ulma est né le 2 mars 1900 à Markowa, fils de Marcin Ulma et Franciszka (née Kluz), agriculteurs aisés. En 1911, il suit des cours de courte durée dans une école générale. Dans sa jeunesse, il est membre d'une association dont le but est de récolter des fonds pour la construction et l'entretien des édifices religieux du diocèse. En outre, il devient un membre actif de l'Association catholique de la jeunesse et plus tard de l'Association de la jeunesse rurale. À cette époque, il travaille comme bibliothécaire et photographe.
Dans les années 1921-1922, il accomplit son service militaire obligatoire à Grodno. Du 1er novembre 1929 au 31 mars 1930, il étudie à l'École nationale d'agriculture de Pilsen. Après avoir obtenu un diplôme, il devient maraîcher, cultive des arbres fruitiers, élève des abeilles et des vers à soie. En 1933, il reçoit un prix de la Société agricole du district de Przeworsk pour ces activités. Il fut le premier à introduire l'électricité à Markowa.
Par ailleurs, passionné par la photographie, il s'adonne à celle-ci lors d'événements culturels dans son village ou lors de fêtes de famille. Il écrit également des articles pour un hebdomadaire local. De plus, il est membre du Cercle agricole et d'autres organisations.

Photographies prises par Józef Ulma
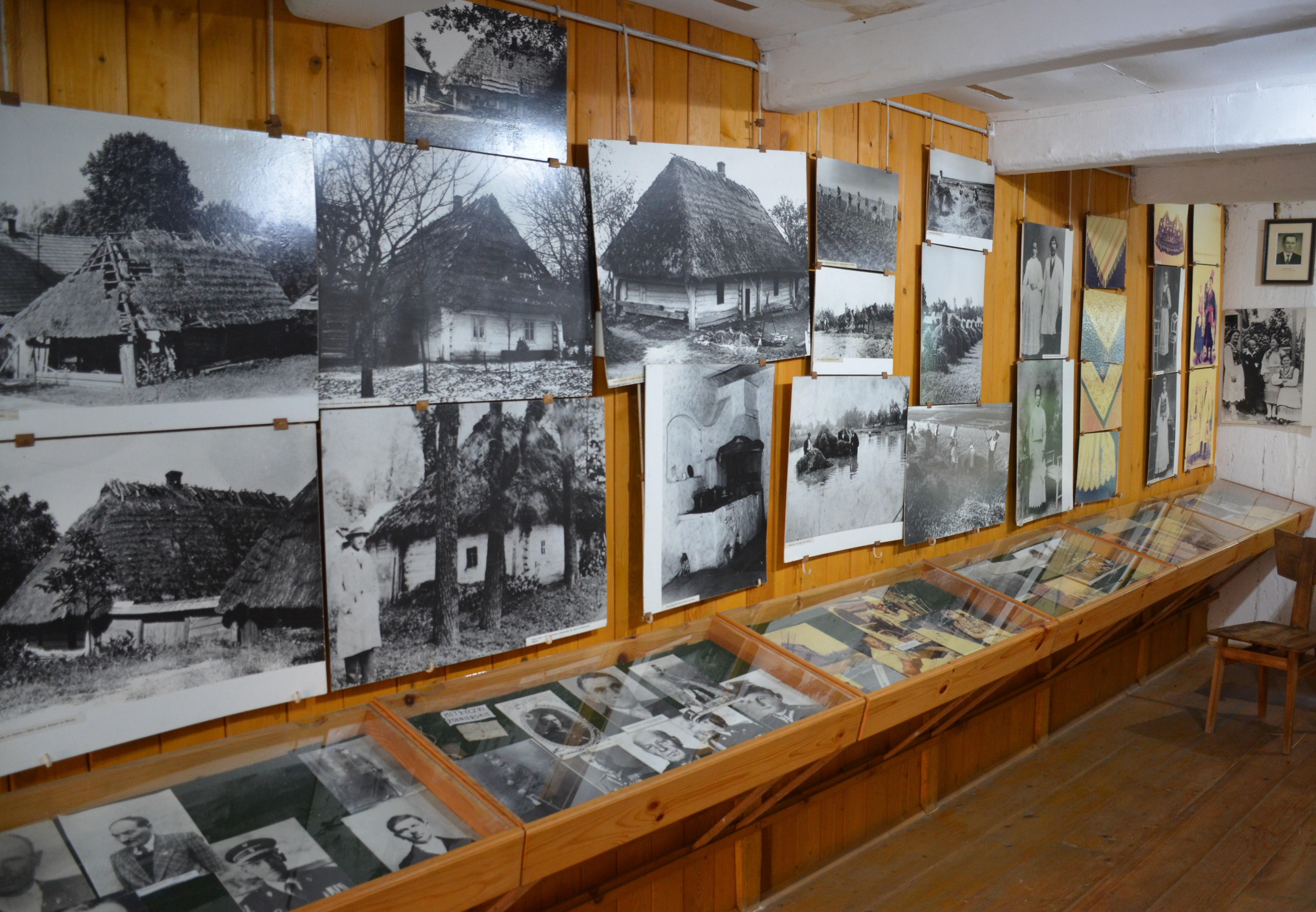
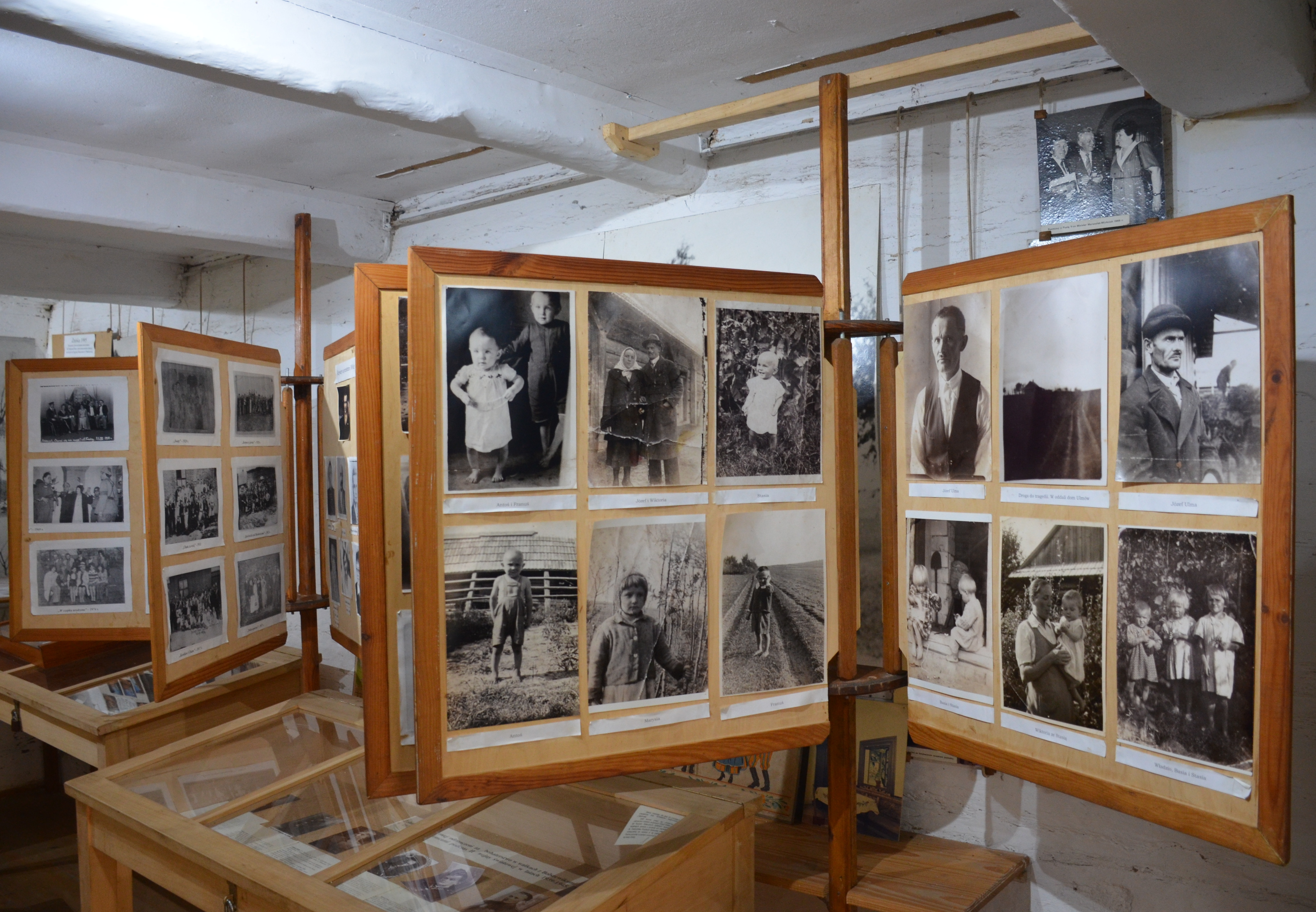
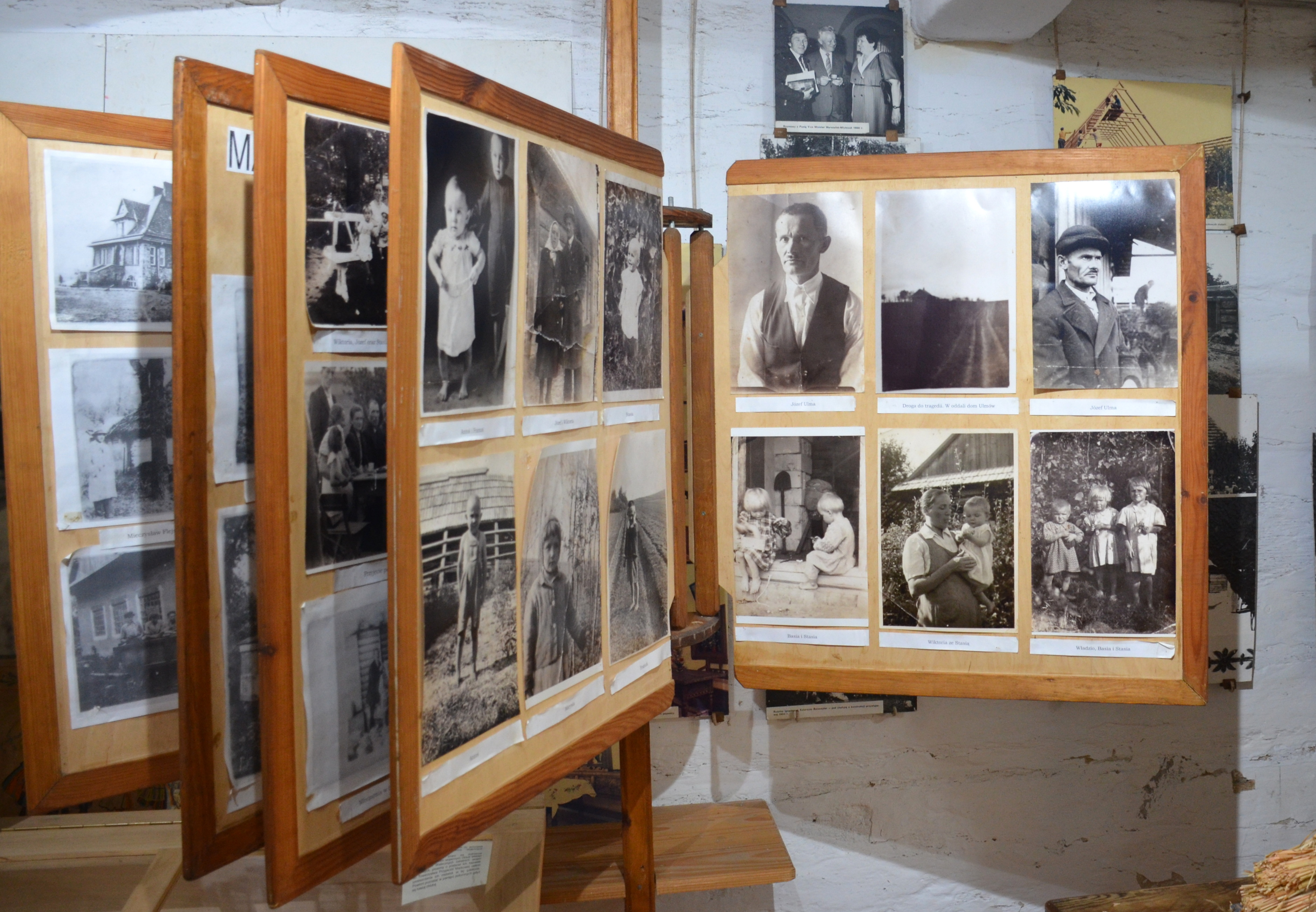
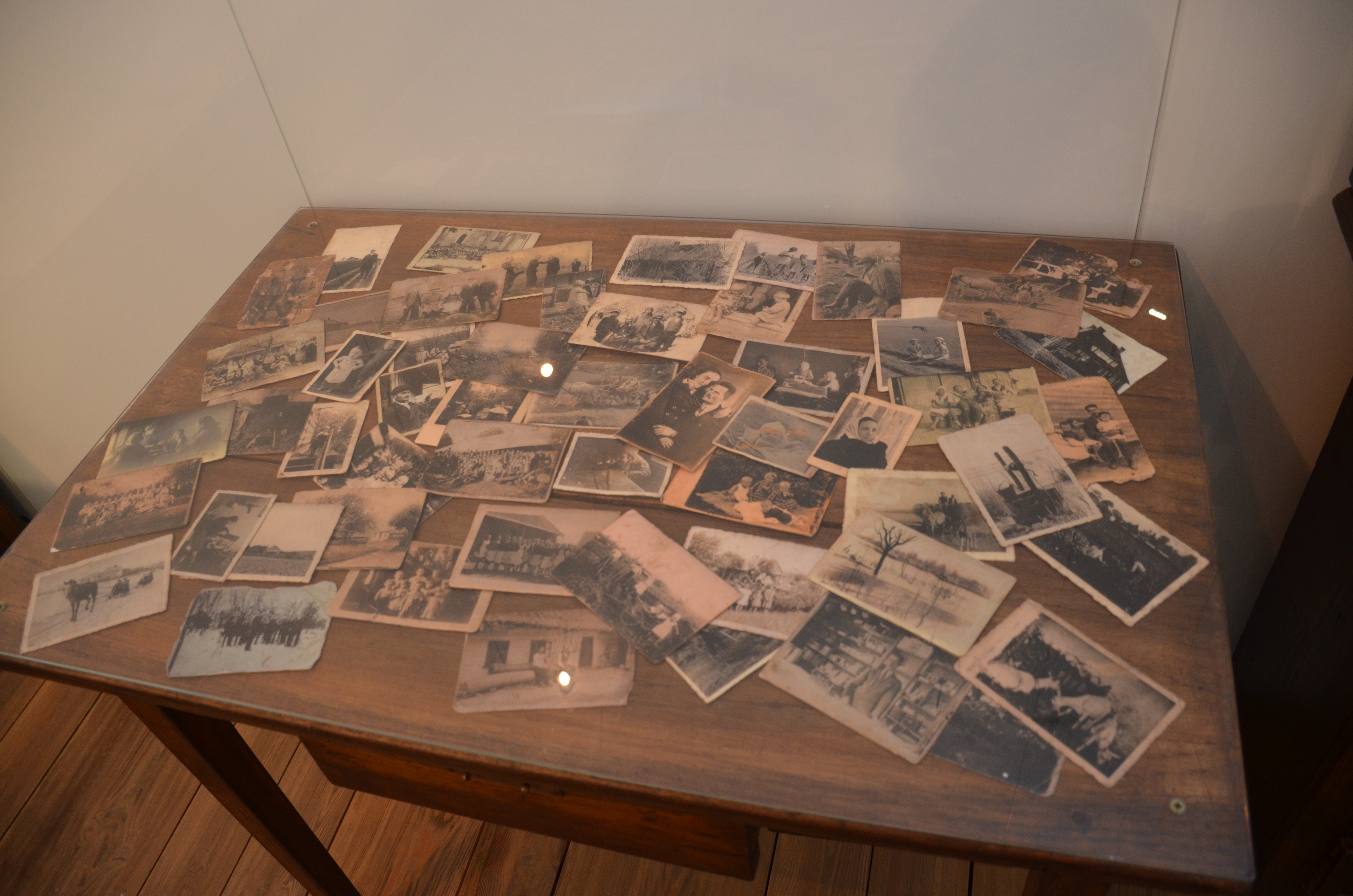
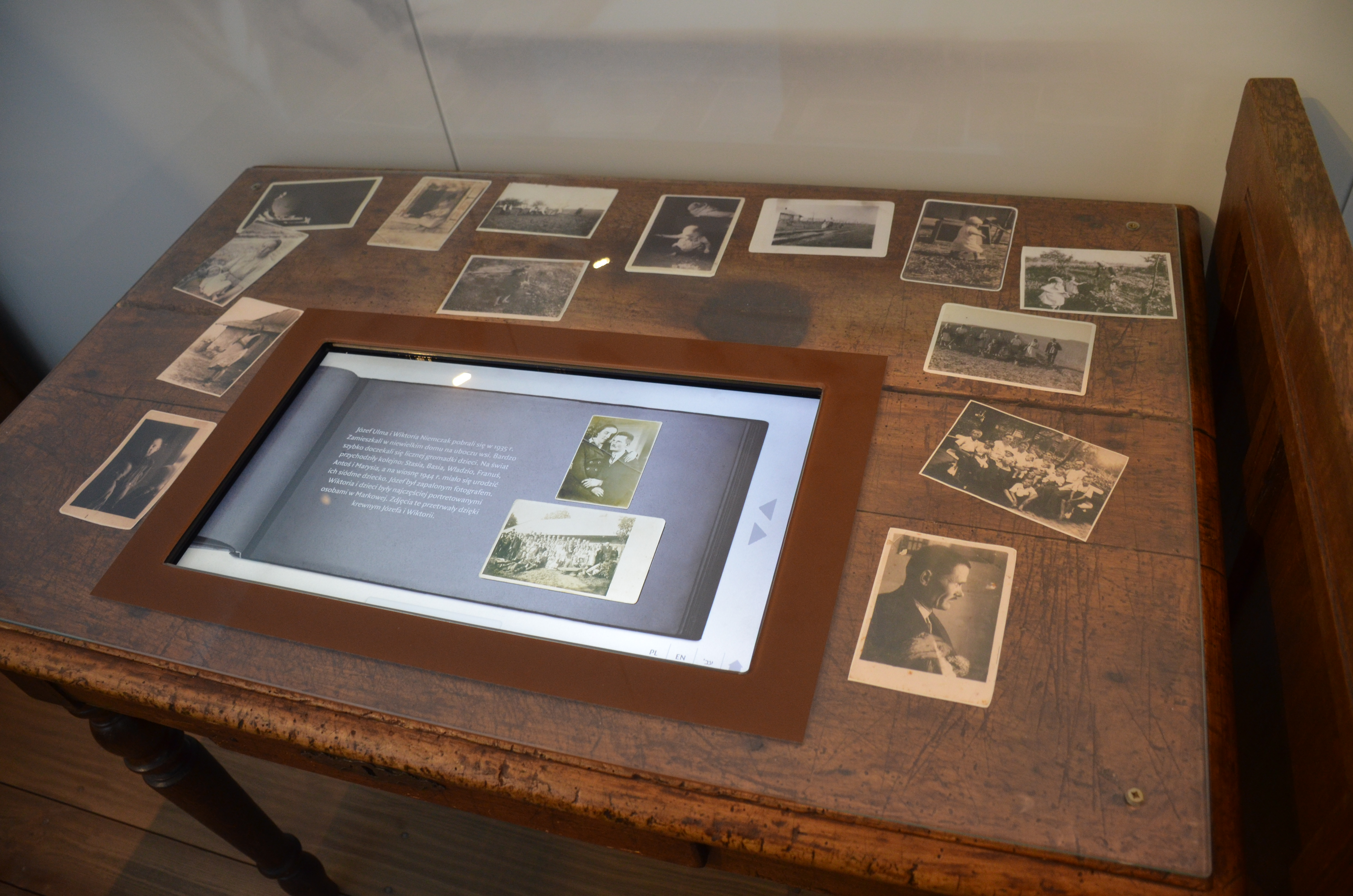
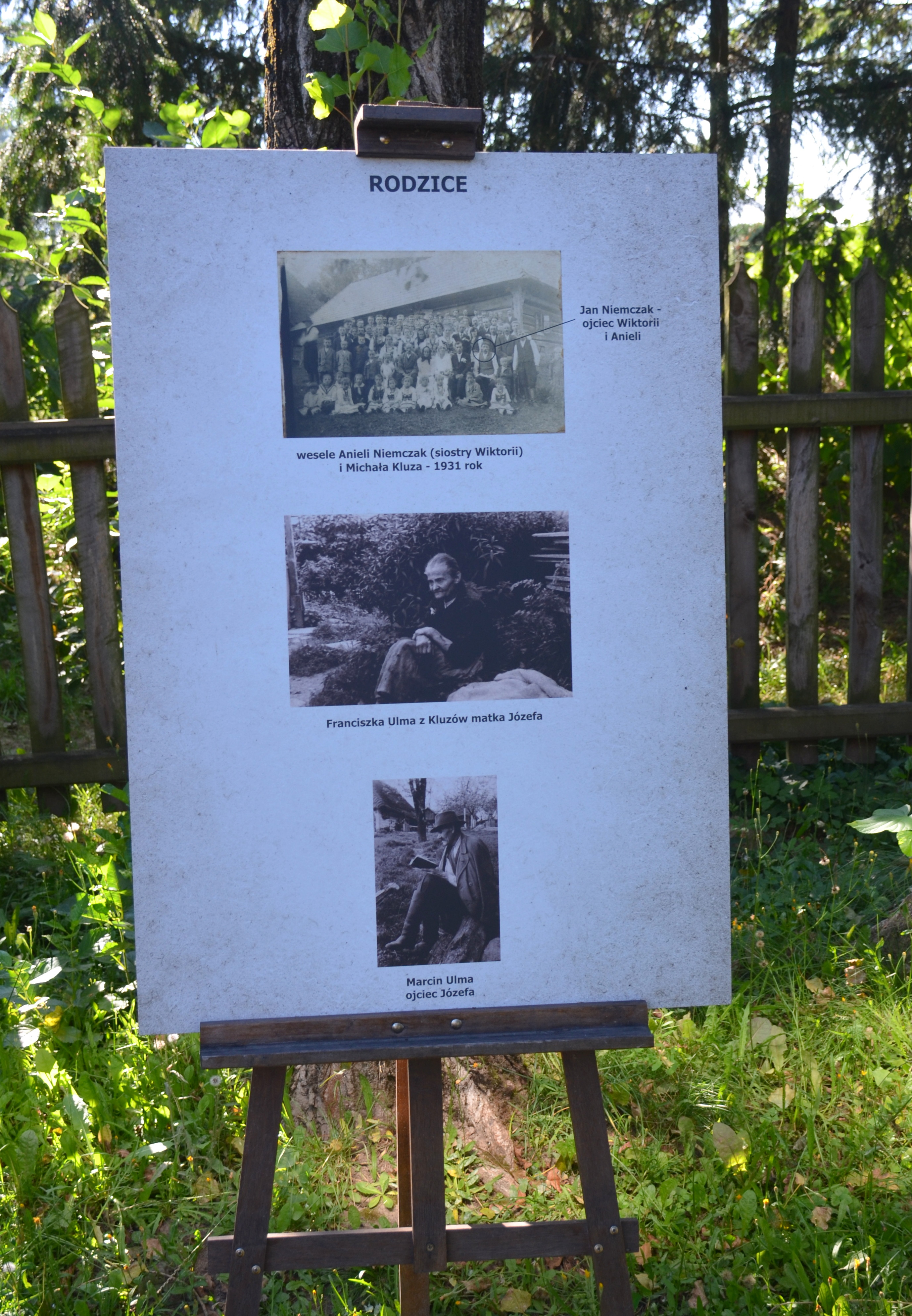
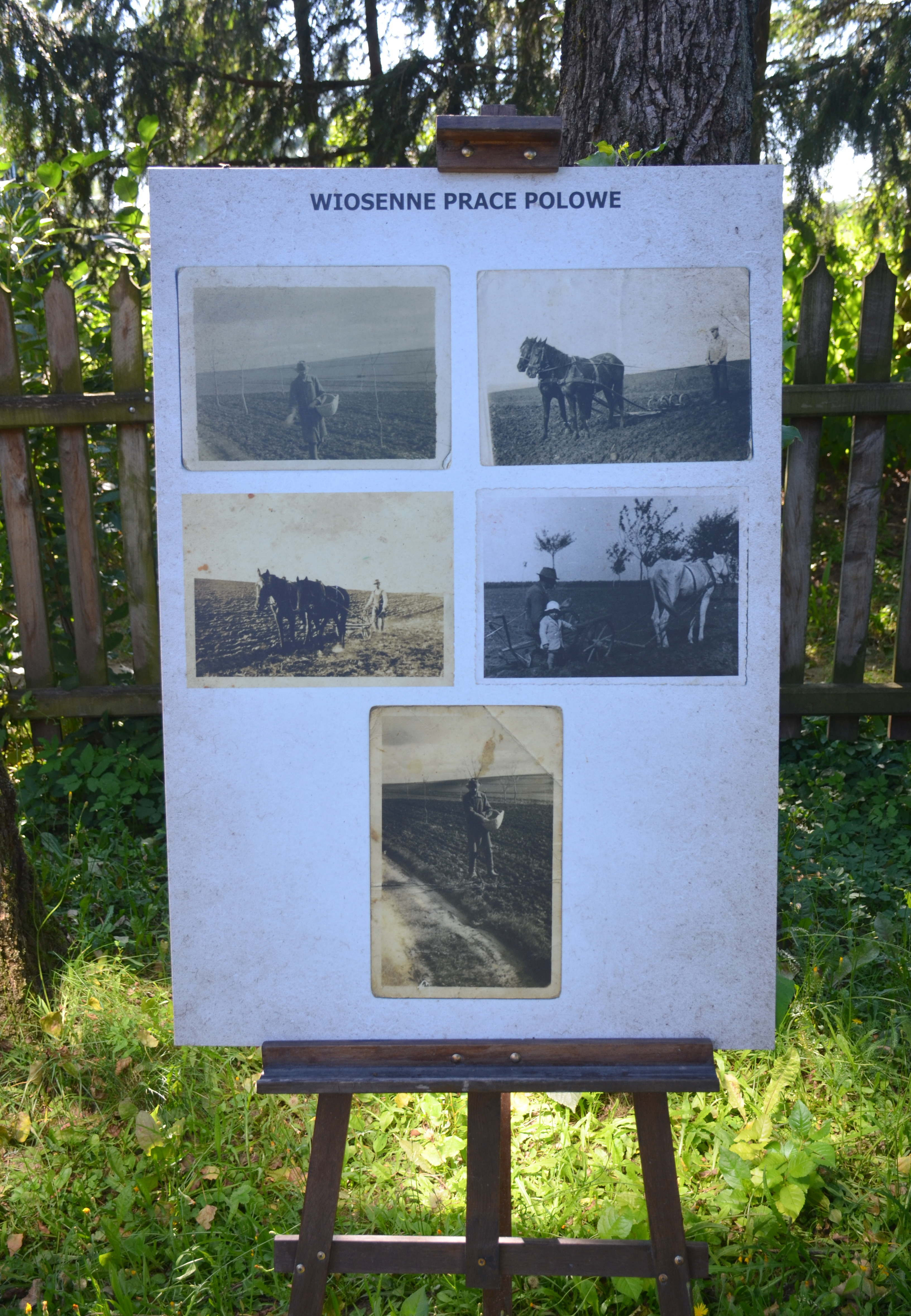
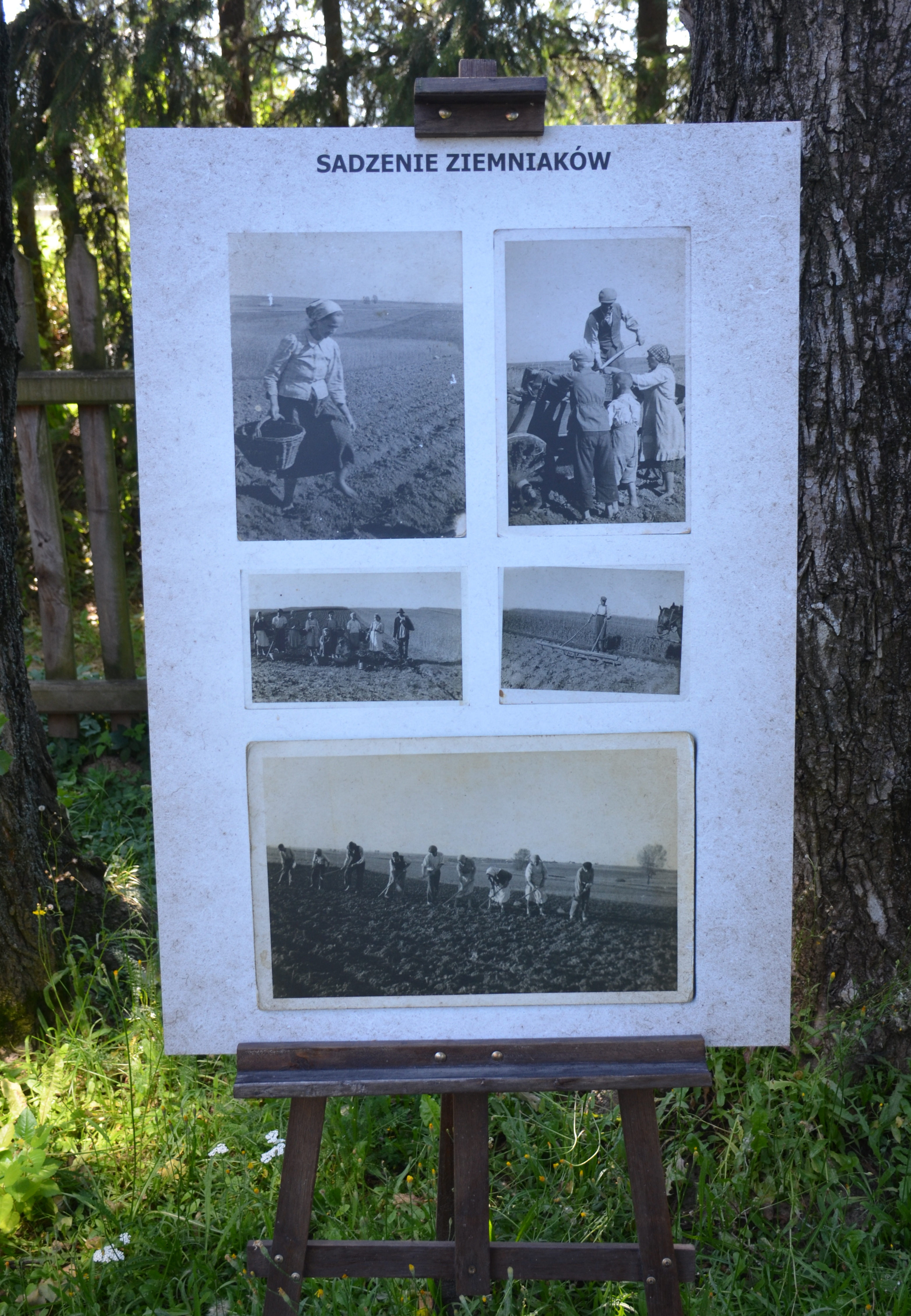
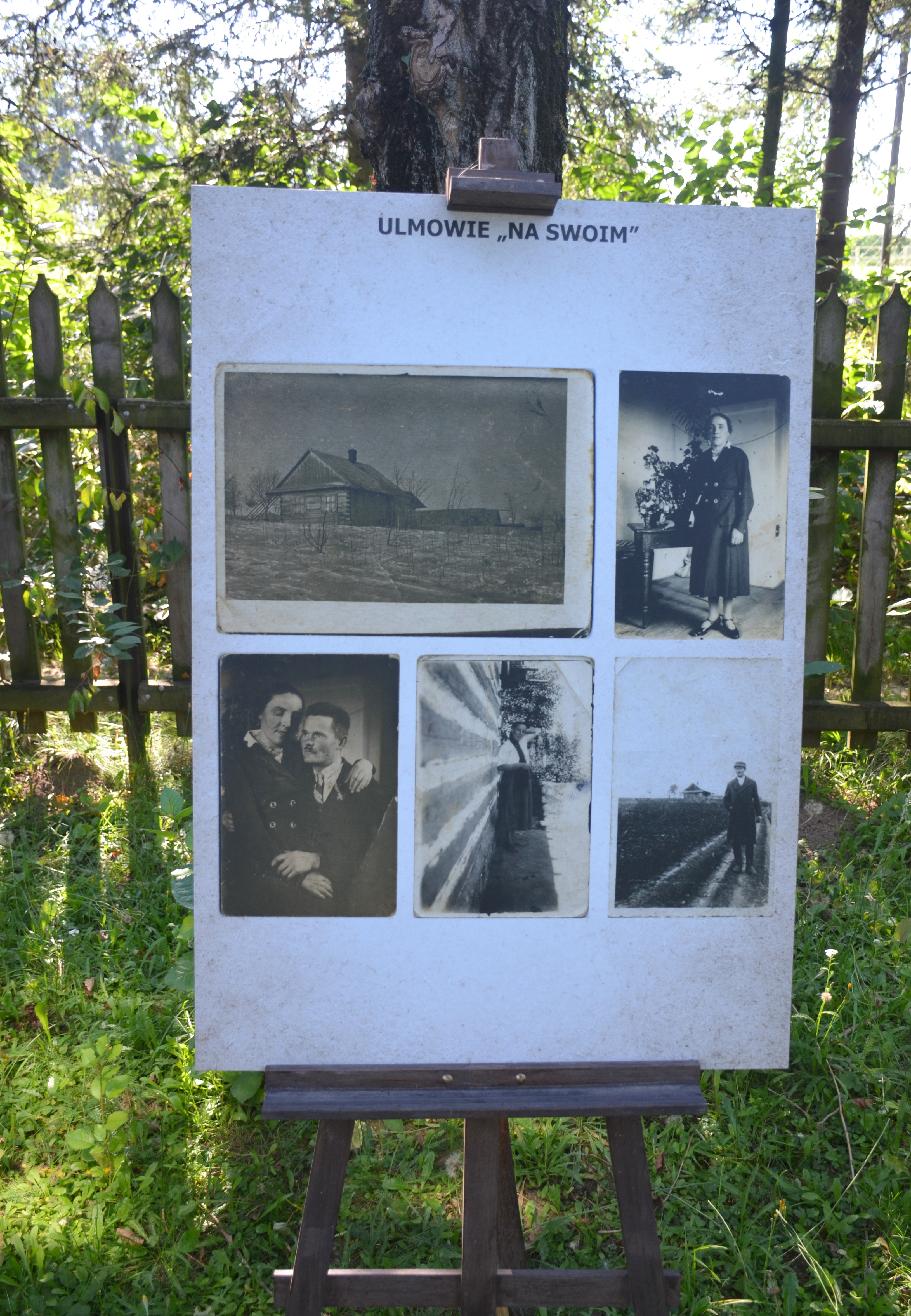
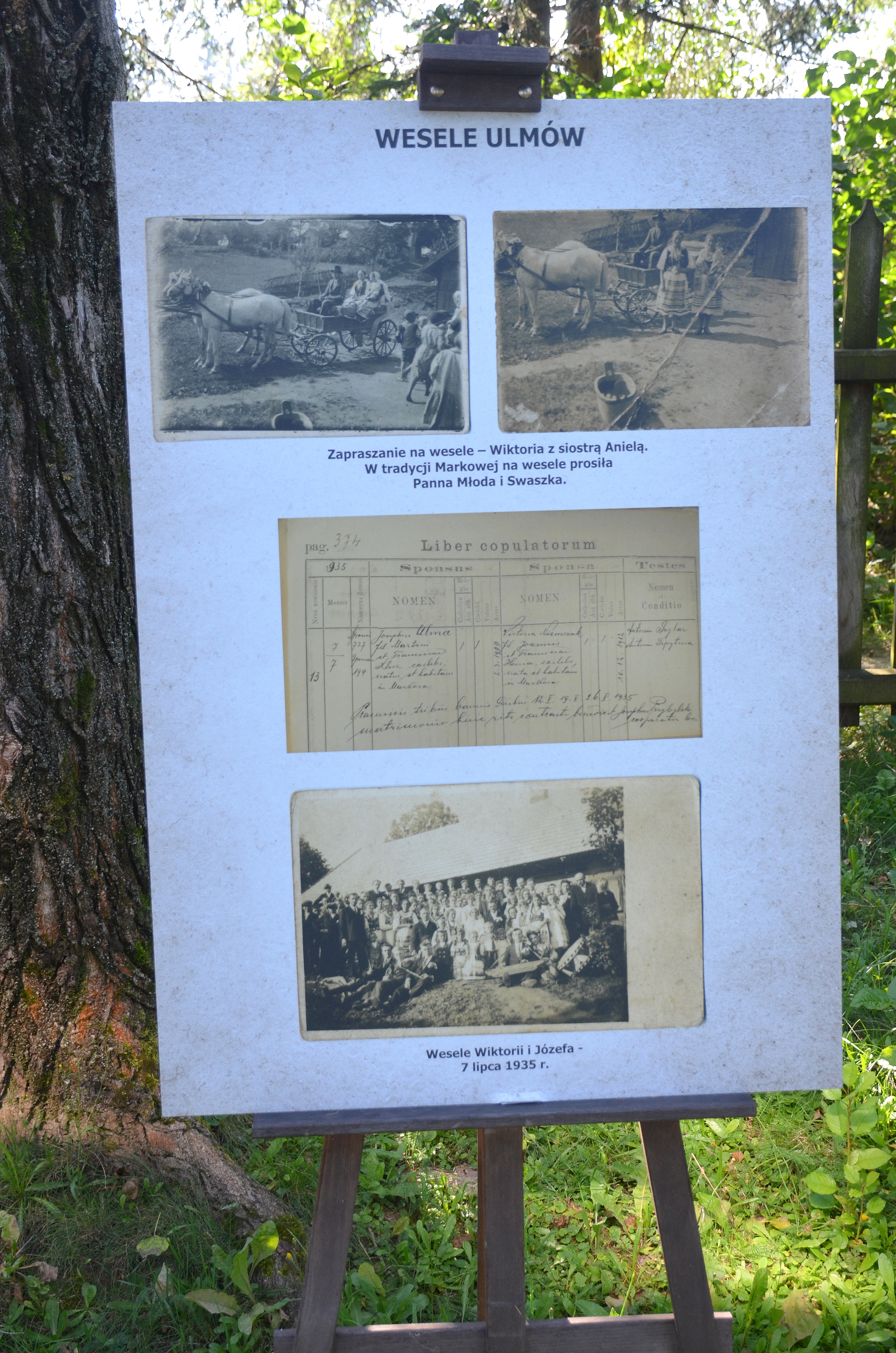
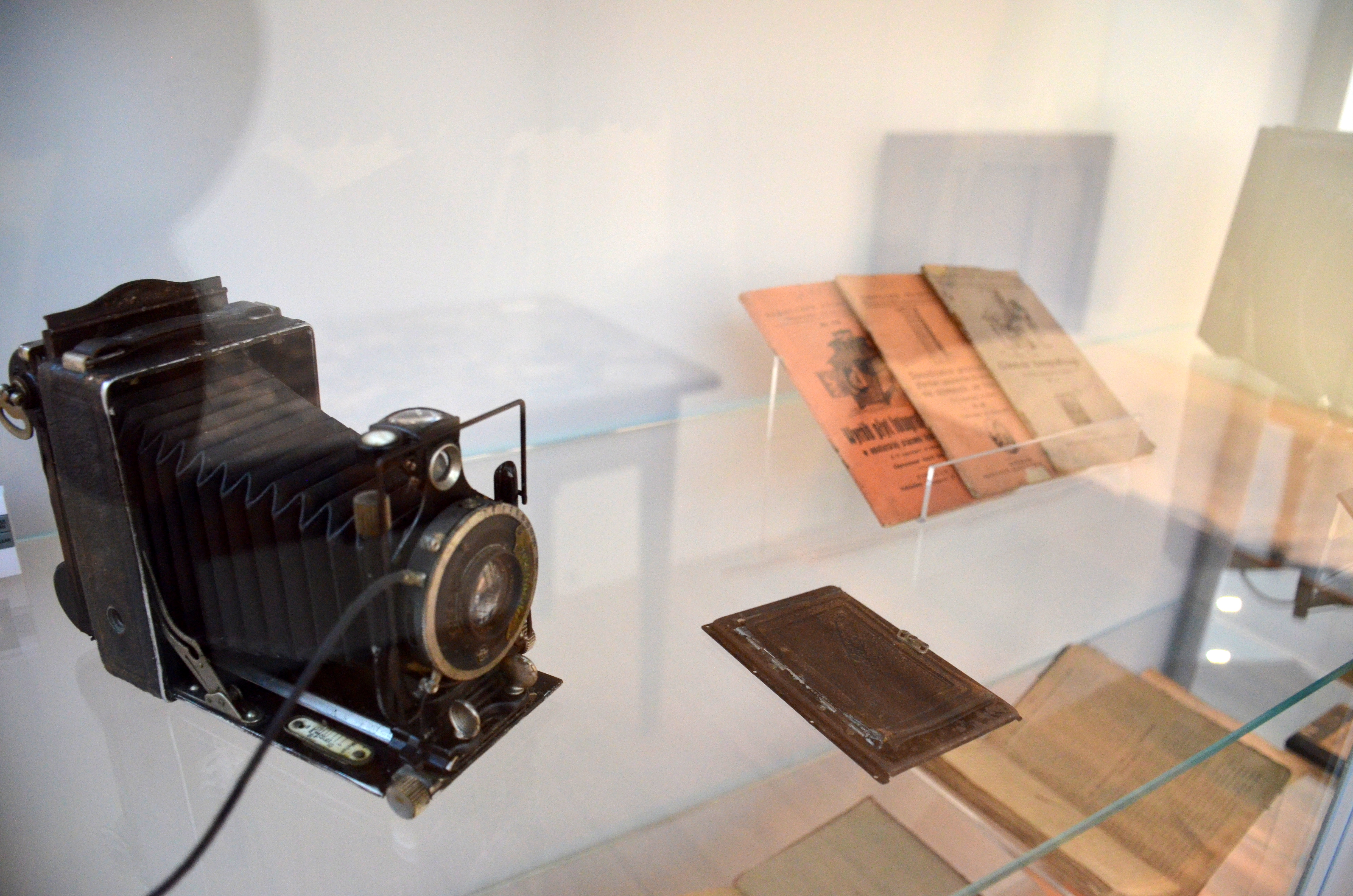
L'appareil photo de Józef Ulma.

Wiktoria Ulma, est née Niemczak le 10 décembre 1912 à Markowa dans une famille d'agriculteurs (Jan Niemczak et Franciszka née Homa). Sa mère décède lorsqu'elle a six ans. Elle effectue ses études primaires et secondaires dans sa ville natale, après quoi elle suit des cours à l'université populaire de Gać. Dans sa ville natale, elle est membre d'une troupe de théâtre amateur.
Józef et Wiktoria se marient le 7 juillet 1935. Après leur mariage, ils gagnent leur vie en tant qu'agriculteurs dans une petite ferme qu'ils possèdent.
Ensemble ils ont six enfants :  
- Stanisława (né le 18 juillet 1936)
- Barbara (née le 6 octobre 1937)
- Władysław (né le 5 décembre 1938)
- Franciszek (né le 3 avril 1940)
- Antoni (né le 6 juin 1941)
- Maria (née le 16 septembre 1942)

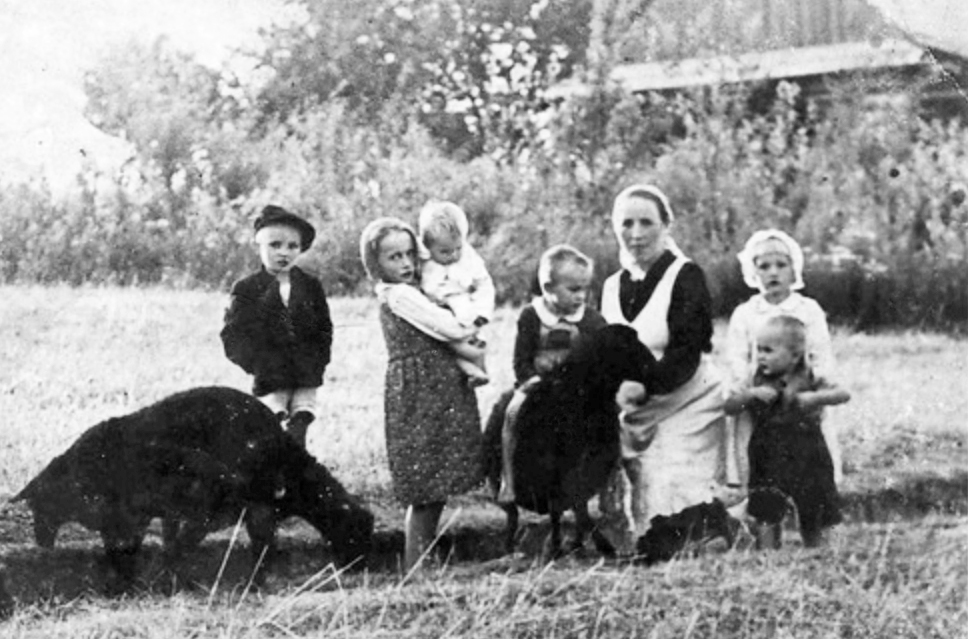
Wiktoria Ulma et ses enfants en 1943.

- Un autre enfant aurait dû naître quelques jours seulement après l'exécution de la famille, en 1944.

Le couple est un membre actif de la paroisse Sainte Dorota à Markowa. Ils approfondissent leur foi par la prière familiale et la participation à la vie sacramentelle de l'Église. Ils appartiennent tous deux à la Confrérie du Rosaire Vivant. Après le déclenchement de la Seconde Guerre mondiale, Józef est mobilisé et participe à la campagne de Pologne.

## Sauveteurs et sauvés
Pendant l'été et l'automne 1942, la police militaire allemande déporte plusieurs familles juives de Markowa dans le cadre de la Solution finale. Seuls ceux qui sont cachés dans les maisons des paysans polonais survivent. Huit personnes trouvent refuge chez les Ulma : six membres de la famille Szall (Szali) originaires de Łańcut comprenant le père, la mère et quatre fils, ainsi que deux filles de Chaim Goldman, prénommées Golda et Layka. Józef Ulma les cache dans son grenier. Ils participent aux travaux de l'exploitation pour alléger les dépenses engagées par leur présence à la maison,.

## Punis de mort
Le matin du 24 mars 1944, un détachement de l'Ordnungspolizei venue de Łańcut sous le commandement du lieutenant Eilert Dieken arrive à la maison qui se situe à la sortie du village après avoir été informé que des Juifs se cachent là par Włodzimierz Leś — un agent de la Police d'origine ukrainienne — qui connaît la famille Szall et a récupéré leur propriété quand ils sont entrés dans la clandestinité. Les Allemands encerclent la maison et capturent les huit membres des familles Szall et Goldman. Ils les abattent d'un coup de feu derrière la tête comme rapporté par Edward Nawojski, témoin oculaire.
Puis les allemands tuent Wiktoria, enceinte, et son mari, de sorte que les villageois puissent voir quelle punition les attend s'ils cachent des Juifs. Après en avoir référé à son supérieur, Joseph (Jan) Kokott (23 ans), un Tchèque Volksdeutsche des Sudètes qui sert dans la police allemande, tue trois ou quatre des enfants, tandis que les autres sont abattus par les autres policiers. En quelques minutes, 16 personnes sont tuées, auxquelles il convient d'ajouter l'enfant que porte Wiktoria, proche du terme.
Le chef du village, Teofil Kielar, reçoit l'ordre d'enterrer les victimes avec l'aide d'autres témoins. Il demande au chef du commando allemand, qu'il a connu lors d'inspections antérieures dans le village et pour des affaires concernant l'alimentation, pourquoi les enfants ont été tués eux aussi, ce à quoi Dieken répond, en allemand, « Pour que vous n'ayez aucun problème avec eux » . Les victimes sont enterrées sur place dans deux fosses, l'une pour la famille Ulma, l'autre pour les personnes qu'ils cachaient. Défiant l'interdiction des Nazis, les proches de la famille Ulma exhument les corps pour les enterrer au cimetière. Ce faisant, ils découvrent que le septième enfant de Wiktoria était presque né.
Les funérailles ont lieu le 11 janvier 1945, présidées par le curé de la paroisse Sainte Dorota de Markowa, Ewaryst Dębicki, avant leur inhumation au cimetière de Markowa.
Leurs dépouilles sont exhumées du 30 mars au 1er avril 2023. Puis, après leur béatification, les corps sont placés dans un sarcophage, préparé au préalable, au sein de l'autel latéral dédié à Notre-Dame de l'église Sainte Dorothée de Markowa.

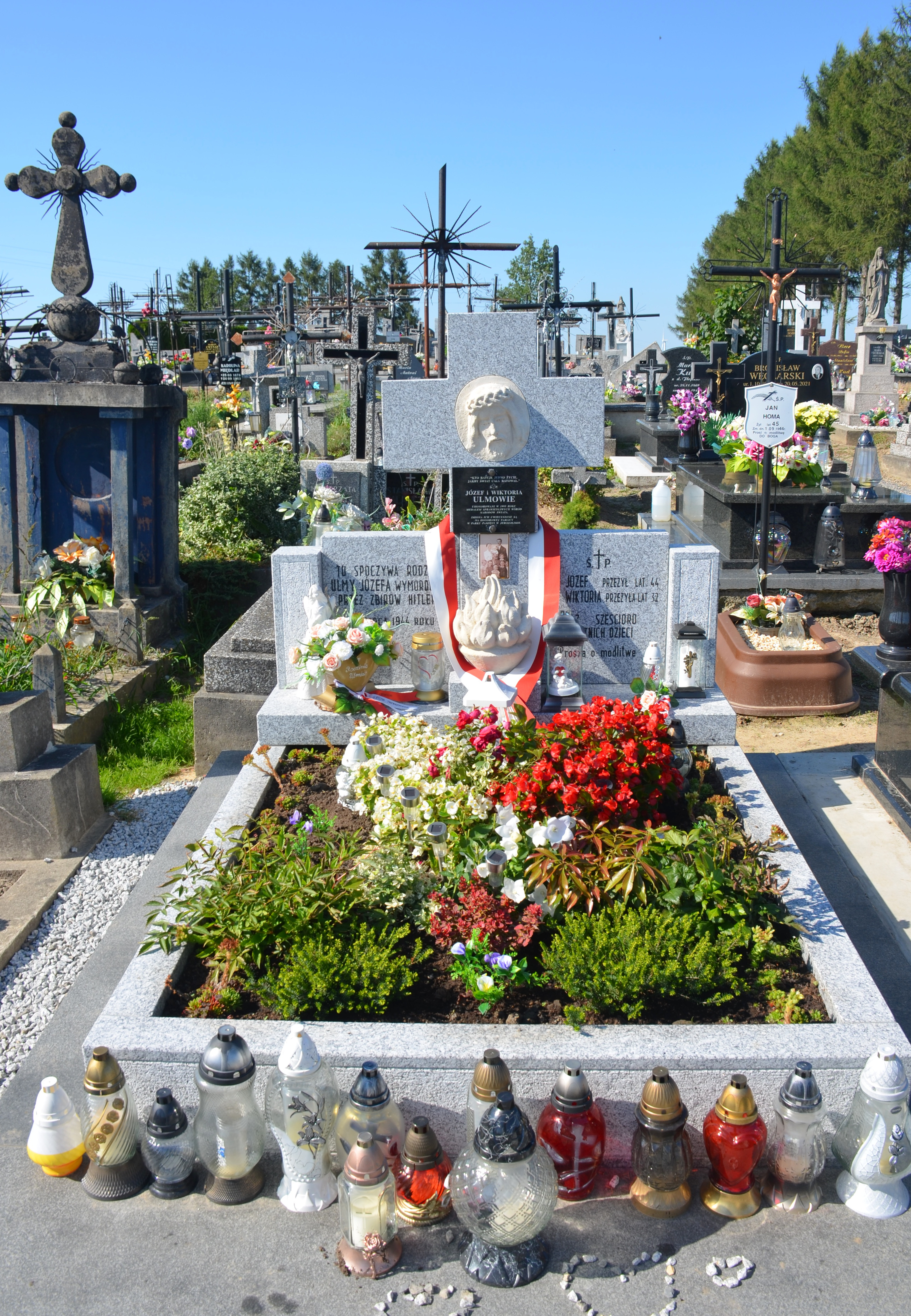
Tombe de la famille Ulma au cimetière de Markowa de 1945 à 2023.

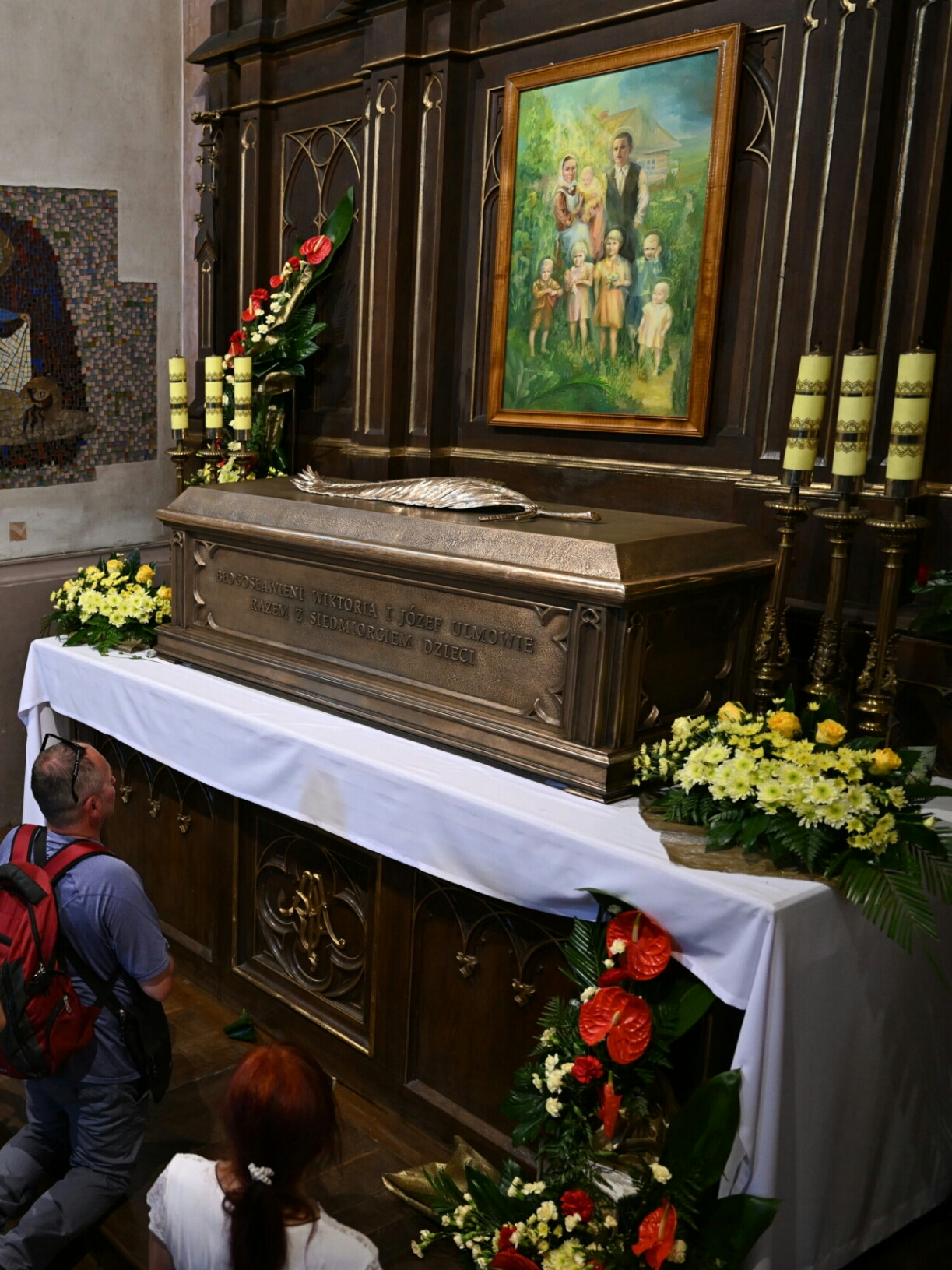
Sarcophage contenant les corps de la famille Ulma dans l'église de Markowa.

## Commémoration
Le 13 septembre 1995, Józef et Wiktoria Ulma reçoivent de Yad Vashem le titre de Justes. Leurs médailles d'honneur sont remises à Władysław Ulma, le frère survivant de Józef. Leur certificat indique qu'ils ont essayé de sauver des Juifs au risque de leur vie, mais il oublie de mentionner qu'ils sont morts pour eux, comme le signale le livre de Jolanta Chodorska et Alicja Augustiniak : Godni synowie naszej Ojczyzny.
Au 60e anniversaire de leur exécution, un mémorial en pierre est érigé dans le village de Markowa pour rendre hommage à la famille Ulma. L'inscription sur le monument indique : 

« Sauvant la vie d'autres personnes ils ont donné la leur. Cachant huit frères plus anciens dans la foi, ils furent tués pour eux. Puisse leur sacrifice être un appel au respect et à l'amour pour chaque être humain ! Ils étaient les fils et les filles de cette terre ; ils resteront dans nos cœurs. »

Le jour de l'inauguration du monument, l'archevêque de Przemyśl, Mgr Józef Michalik, Président de la Conférence des Évêques de Pologne, célèbre une messe solennelle.

## Béatification

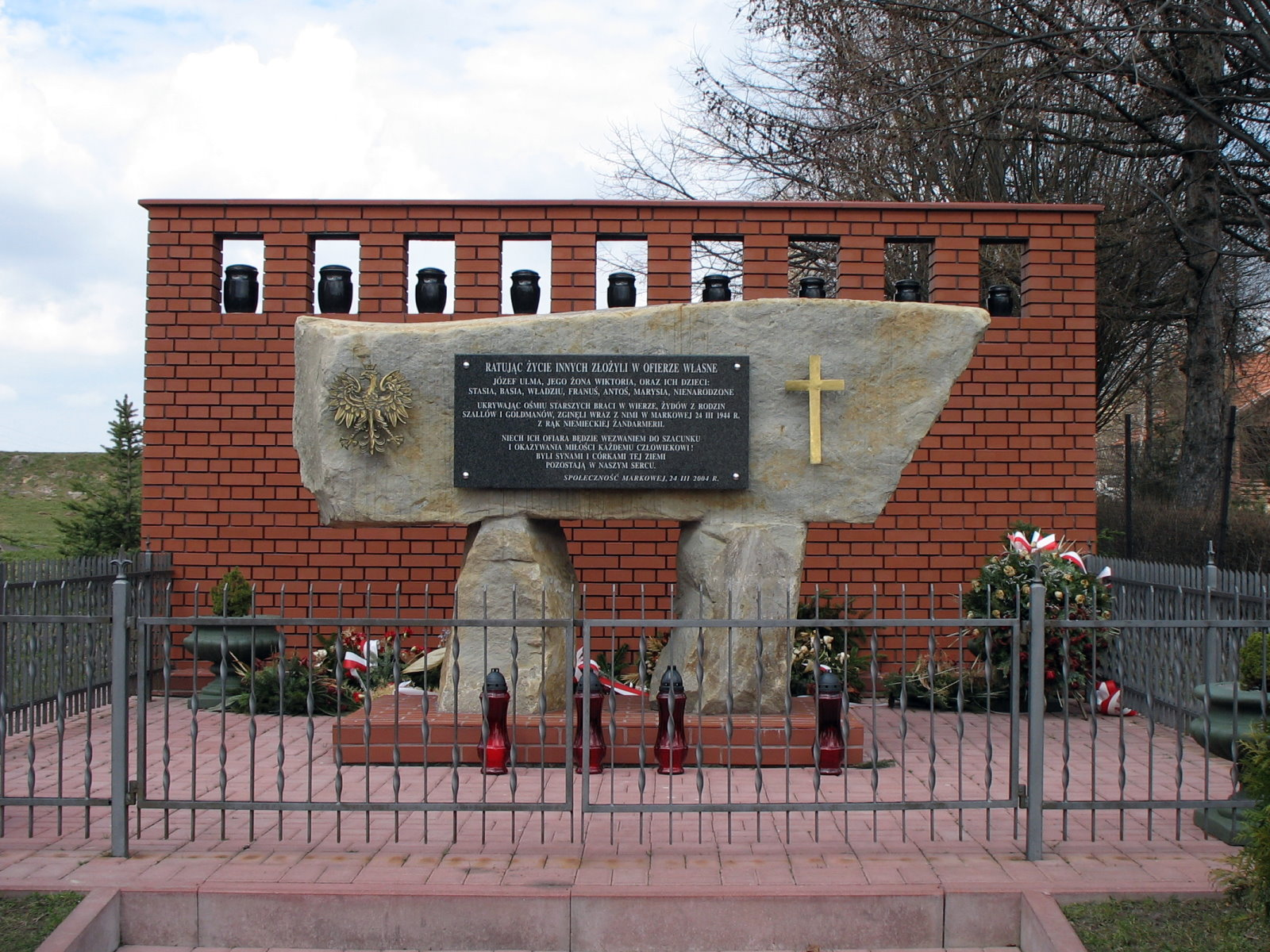
Monument funéraire dédié à la famille Ulma à Markowa.

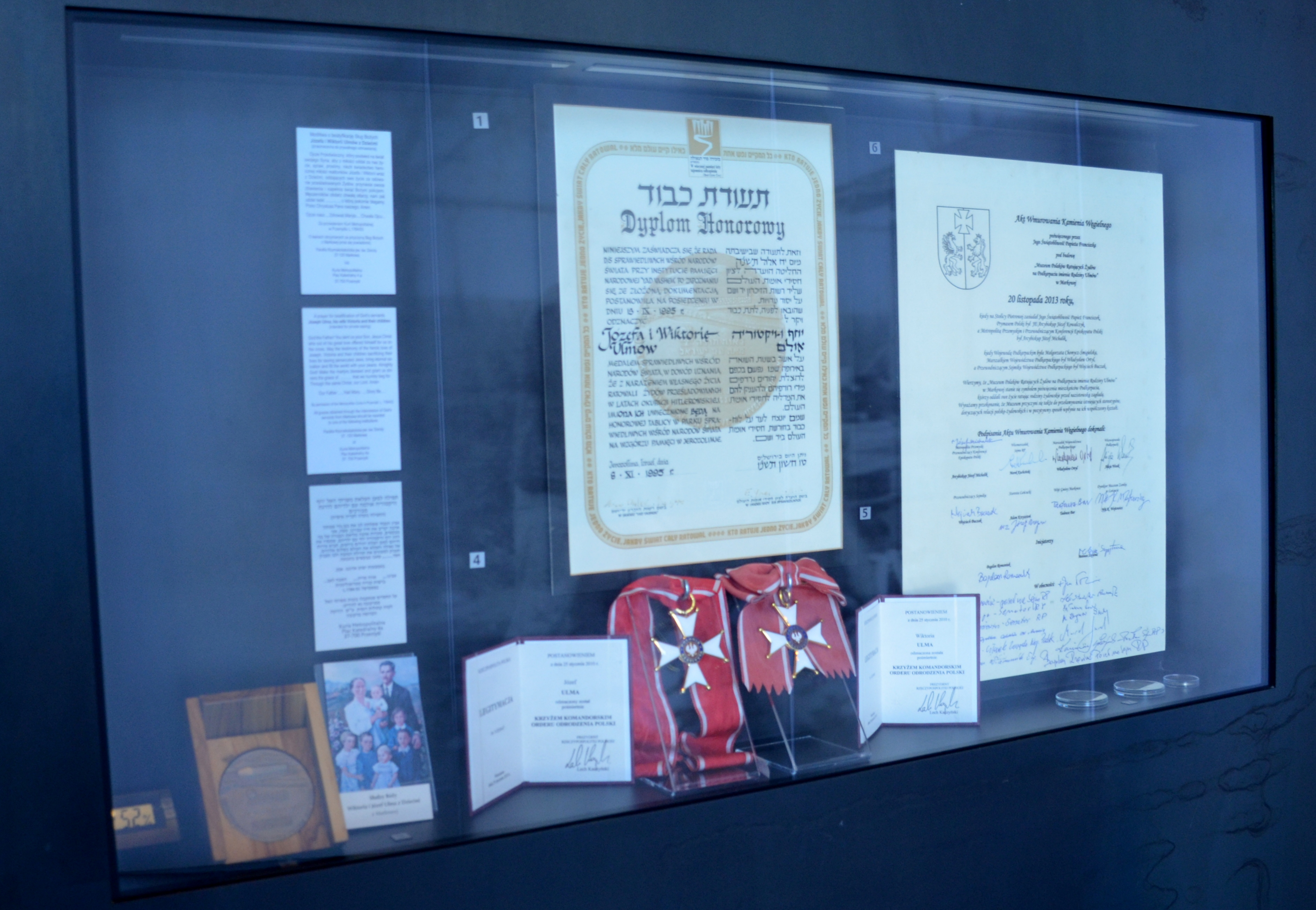
Certificat et médaille de Justes parmi les nations, ainsi que les décorations de l'Ordre Polonia Restituta (Renaissance de la Pologne).

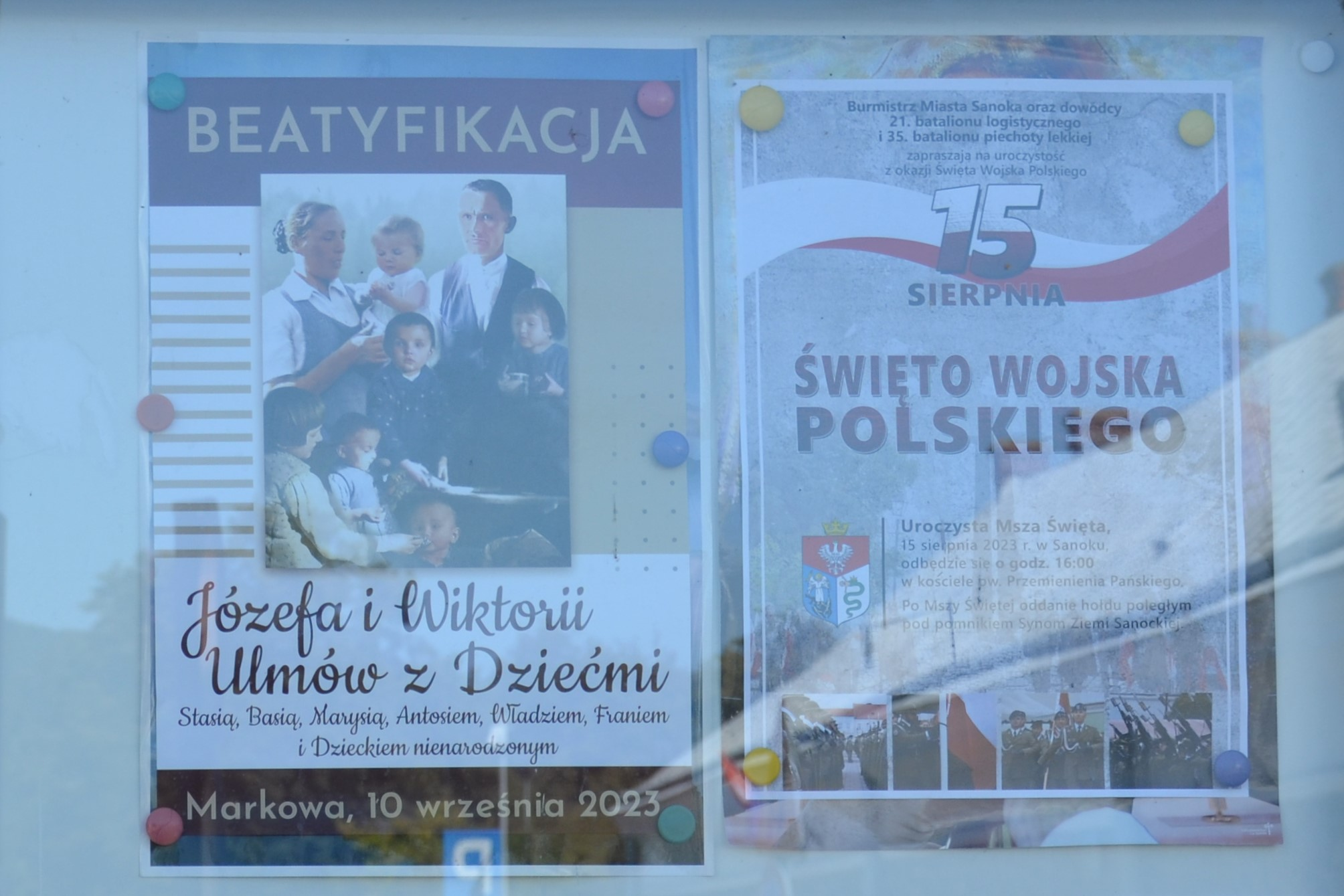
Documents de présentation pour la béatification de la famille Ulma.

L'Ordinaire local ouvre un procès en béatification pour la famille Ulma en 2003. Le 24 mai 2011, à l'issue de la phase diocésaine, le dossier complet de leur martyre est transmis à Rome pour être examiné par la Congrégation pour les causes des Saints.
Le secrétaire d'État du Vatican, le cardinal Tarcisio Bertone, parle de l'héroïque famille polonaise au Capitole romain le 24 janvier 2007 lors de la présentation de l'édition italienne du livre de Martin Gilbert, I giusti. Gli eroi sconosciuti dell'Olocausto.
Le 24 mars 2007 — 63 ans après que les familles Ulma, Szall et Goldman ont été massacrées — une commémoration toute particulière est organisée à Markowa. Une messe est célébrée, suivie d'un Chemin de croix à l'intention de la béatification des Ulma, serviteurs de Dieu. Parmi les invités se trouve le président du Conseil de Cracovie, qui dépose des fleurs sur le monument aux morts. Les élèves du lycée de la ville donnent une courte représentation théâtrale, intitulée « Les Huit Béatitudes », montrant la décision de la famille Ulma de cacher des Juifs. Il y a aussi une soirée de poésie consacrée à la mémoire des victimes. Les anciens voisins et proches qui les ont connus participent pour parler de la vie des Ulma. Un historien de l'Institut de la mémoire nationale présente des documents d'archive et le postulateur de la cause au diocèse explique quelles sont les exigences d'un procès en béatification.
Le 17 décembre 2022, le pape François confirme le martyre familial comme condition préalable à la béatification. Le 10 septembre 2023, Józef, Wiktoria Ulma et leurs sept enfants sont béatifiés à Markowa par le cardinal Marcello Semeraro,,. Cette béatification constitue un événement exceptionnel dans l’histoire de l’Église car c’est la première fois qu’une famille entière est béatifiée et collectivement reconnue comme martyre. C'est aussi la première fois qu'un enfant mort dans le ventre de sa mère est élevé sur les autels. Mgr Stanisław Gądecki, archevêque de Poznań, précise : « Cet enfant, selon l’enseignement de l’Église, a reçu le baptême de sang (en), qui apporte les fruits du baptême, sans être un sacrement. L’Église souligne ainsi que l’enfant à naître mérite la dignité humaine et tous les droits qui en découlent. ».

### Témoignages
- (en) Anna Poray, Polish Righteous, Those Who Risked Their Lives 2004.
- (en) The Righteous and their world. Markowa through the lens of Józef Ulma, by Mateusz Szpytma, Institute of National Remembrance (Institut de la Mémoire nationale), Pologne
- (de) Gisele Hildebrandt, Otto Adamski. Dorfimfersuchungen in dem alten deutsch-ukrainischen Grenzbereich von Landshuf. 1943. Cracovie.
- (pl) Interview with the President of the Committee for the Monument in Markowa

### Articles liés
- Shoah en Pologne
- Sauvetage de Juifs pendant la Shoah
- Histoire des Juifs en Pologne
- Shoah dans les campagnes polonaises
- Vengeance allemande contre les Polonais qui ont aidé les Juifs (en)

## Source
- (en) Cet article est partiellement ou en totalité issu de l’article de Wikipédia en anglais intitulé « Józef and Wiktoria Ulma » (voir la liste des auteurs).